# Leliansky les
Leliansky les je národní přírodní rezervace v katastrálních územích obcí Leľa a Chľaba v okrese Nové Zámky v Nitranském kraji na Slovensku. Území bylo vyhlášeno v roce 1966 a jeho rozloha je 198,74 hektaru. Předmětem ochrany je plošina a svahy v severní části Kováčovských kopců. Na lokalitě rostou lesní typy dubového a bukovodubového vegetačního stupně, které dokládají výskyt buku ve skupině lesních typů bukových doubrav v nejjižnější a nejteplejší oblasti Slovenska.